# RAM

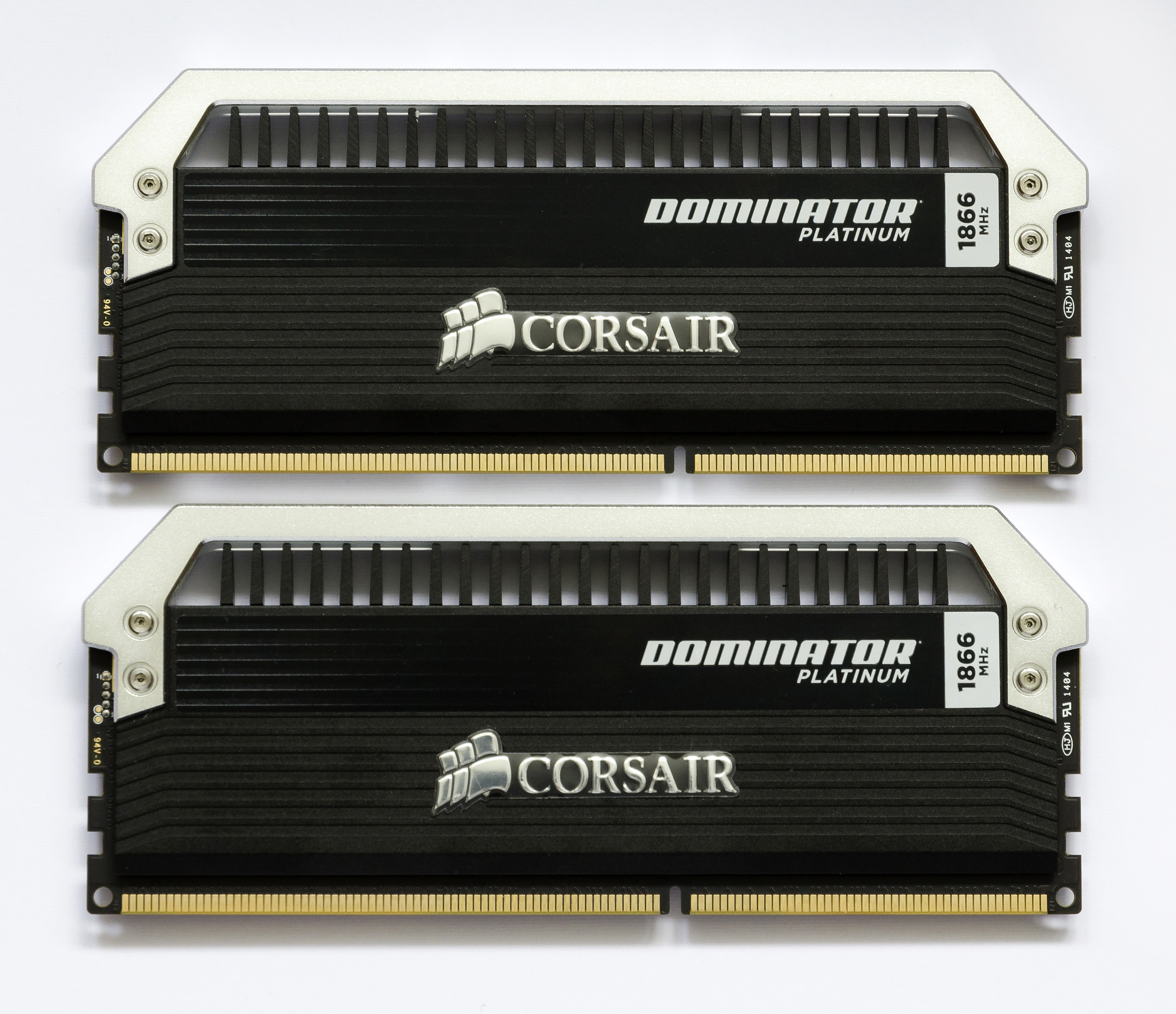
Moduły pamięci Corsair Dominator Platinum 2×4 GB, 1866 MHz

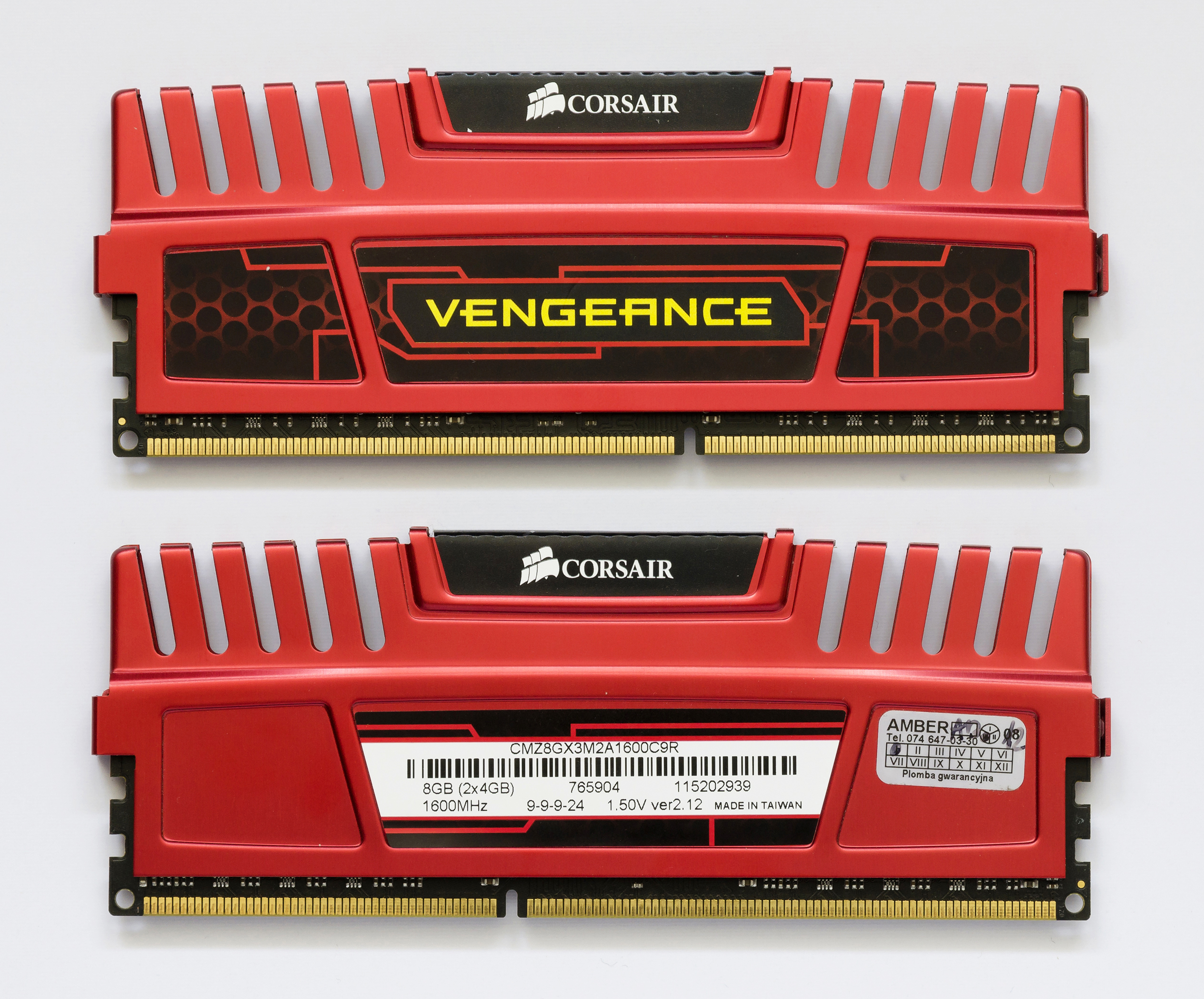
Moduły pamięci Corsair Vengeance 2×4 GB, 1866 MHz

Pamięć o dostępie swobodnym, pamięć główna, RAM (ang. random-access memory, main memory) – podstawowy rodzaj pamięci komputerowej. Ogólnie termin RAM odnosi się do pamięci głównej w większości komputerów, a dokładniej do pamięci półprzewodnikowych SRAM i DRAM.
Choć nazwa sugeruje, że jest to każda pamięć o bezpośrednim dostępie do dowolnej komórki pamięci (w przeciwieństwie do pamięci o dostępie sekwencyjnym, na przykład rejestrów przesuwnych), ze względów historycznych oznacza ona tylko te rodzaje pamięci o bezpośrednim dostępie, w których możliwy jest wielokrotny i łatwy zapis, a wyklucza pamięci ROM (tylko do odczytu) i EEPROM, w których zapis trwa znacznie dłużej niż odczyt, mimo że w ich przypadku też występuje swobodny dostęp do zawartości.
W pamięci RAM przechowywane są aktualnie wykonywane programy i dane dla tych programów oraz wyniki ich pracy. W temperaturze pokojowej zawartość większości pamięci RAM jest tracona w czasie mniejszym niż sekunda po zaniku napięcia zasilania, niektóre typy wymagają także odświeżania, dlatego wyniki pracy programów wymagające trwałego przechowania muszą być zapisane na innym nośniku danych.
Pamięci RAM dzieli się na pamięci statyczne (ang. static random-access memory, w skrócie SRAM) oraz pamięci dynamiczne (ang. dynamic random-access memory, w skrócie DRAM). Pamięci statyczne są szybsze od pamięci dynamicznych, które wymagają ponadto częstego odświeżania, bez którego szybko tracą swoją zawartość. Obok swoich zalet są one jednak dużo droższe; używane są w układach, gdzie wymagana jest duża szybkość (np. pamięć podręczna procesora) lub ilość pamięci jest niewielka, więc nie opłaca się konstruować układu odświeżania (np. proste mikrokontrolery). W komputerach wymagających dużej ilości pamięci jako pamięć operacyjną używa się pamięci DRAM.
Pamięć RAM jest stosowana głównie jako pamięć operacyjna komputera, jako pamięć niektórych komponentów (procesorów specjalizowanych) komputera (kart graficznych, kart dźwiękowych), jako pamięć danych sterowników mikroprocesorowych.

## Technologie pamięci RAM
Współczesna pamięć RAM jest realizowana sprzętowo w postaci układów scalonych występujących w różnych technologiach lub jako fragmenty bardziej złożonych scalonych układów cyfrowych (np. pamięć cache L1, L2 procesora, a ostatnio także L3) oraz w postaci różnych modułów, znajdujących głównie zastosowanie w komputerach. Wyróżnia się pamięci trwałe i ulotne.

### Pamięci trwałe
- FRAM – nośnikiem danych jest kryształ
- MRAM – nośnikiem danych są magnetyczne złącza tunelowe (konstrukcja prototypowa)
- NRAM (nanotube random-access memory) – pamięć zbudowana z nanorurek węglowych (konstrukcja eksperymentalna)
- PRAM – elementem pamięciowym jest kryształ (konstrukcja prototypowa)
- RRAM (resistive RAM)[3] - pamięć rezystywna, która wykorzystuje zmianę rezystancji materiału w celu zapisywania danych. Zastosowania: Jest badana jako potencjalny zamiennik dla pamięci Flash ze względu na szybsze działanie i niższe zużycie energii.

## Rozwój modułów pamięci używanych wkomputerach osobistych
| Wygląd             | Obudowa Pamięć                                                         | Użycie | Rok  |
| ------------------ | ---------------------------------------------------------------------- | --- | ---- |
|                    | DIP –                                                                  | PC, XT, AT | 1981 |
| SIPP –             | 286, AT, 386                                                           | 1983 |      |
| SIMM (30-pinowe) – | Niektóre 286, 386, 486                                                 | 1984 |      |
| SIMM (72-pinowe) – | PS/2, 486, Pentium, AMD K6, AMD K5                                     | 1990 |      |
| DIMM SDR SDRAM     | Niektóre Pentium, Pentium II, Pentium III, Pentium IV, Celeron, AMD K6 | 1997 |      |
|                    | RIMM Rambus                                                            | Pentium IV – po niecałym roku produkcji wycofane z powodu opłat licencyjnych oraz mniejszej niż zamierzono wydajności                                        | 1999 |
|                    | DIMM DDR                                                               | Pentium IV, AMD Athlon, Duron, Sempron | 1999 |
|                    | DIMM DDR2                                                              | Pentium IV, Pentium D, Intel Core 2, Athlon 64 AM2, Sempron AM2, Intel Atom                                                                                  | 2003 |
|                    | DIMM DDR3                                                              | Intel Core i3, Intel Core i5, Intel Core i7, Intel Core 2 Quad, Intel Core 2 Duo, AMD Phenom II, AMD Athlon II                                               | 2007 |
|                    | DIMM DDR4                                                              | Intel Core i3 (6. gen. i nowsze), Intel Core i5 (6. gen. i nowsze), Intel Core i7 (6. gen. i nowsze), Intel Core i9, Ryzen, Ryzen Threadripper, Athlon, Epyc | 2014 |
|                    | DIMM DDR5                                                              | Intel Alder Lake, AMD Zen 4 (premiera planowana na 2022r) | 2020 |

Jeśli chodzi o komputery zgodne z IBM PC, to obecnie oferują ponad cztery miliony razy większą pojemność niż w pierwszym IBM PC 5150, który był oferowany z 16 KB RAMu, a obecnie (2020) zgodne z IBM PC mają instalowane nawet 64GB RAMu.

## Poprzedniki współczesnych pamięci RAM
- liczniki maszyn do księgowania i fakturowania, np. komputer PARK
- pamięć mechaniczna, np. komputer Z1
- pamięć na przekaźnikach, np. komputer Z3
- pamięci na akustycznych liniach opóźniających
  - pamięć na rurach rtęciowych, np. komputer XYZ
  - pamięć magnetostrykcyjna, np. komputer ZAM-2
- pamięć bębnowa, np. komputer UMC-1
- pamięć ferrytowa, np. komputer Odra 1305
- pamięć drutowa, np. niektóre minikomputery Mera
- pamięć półprzewodnikowa, np. komputer osobisty